# Pajdugina
Pajdugina (ros. Пайдугина) – rzeka w Rosji, w zachodniej części Syberii, w obwodzie tomskim, prawy dopływ rzeki Kiet´ (dorzecze Obu). Długość rzeki wynosi 458 km, powierzchnia dorzecza to 8790 km². Średni roczny przepływ w odległości 177 km od ujścia wynosi 47,0 m³/s.

## Przebieg rzeki
Rzeka wypływa z jeziora Bolszoje Okuniowoje na granicy obwodu tomskiego i Kraju Krasnojarskiego. Źródła zlokalizowane są na wysokości 145 m n.p.m. Rzeka zasilana jest głównie wodami z topniejącego śniegu. Na całej swojej długości płynie w kierunku południowo-zachodnim. W pobliżu miejscowości Narym uchodzi do rzeki Kiet´ jako jej prawy dopływ.
Rzeka zamarza w okresie od końca października do końca kwietnia. W okresie wiosennym w dolnym biegu jest żeglowna (do 180 km od ujścia).
Obszar doliny rzeki jest słabo zaludniony. Obecnie nie ma tu żadnej stale zamieszkanej miejscowości.